# St. Johns (Arizona)
St. Johns (Navajo: Tsézhin Deez'áhí) ist eine Stadt im Apache County des US-Bundesstaats Arizona.
Sie ist Verwaltungssitz und der Sitz des Gouverneurs des Apache Countys. Das U.S. Census Bureau hat bei der Volkszählung 2020 eine Einwohnerzahl von 3.417 ermittelt.

## Geographie
Sie Stadt liegt 18 Meilen westlich der Staatsgrenze zu New Mexico. St. Johns befindet sich an der Arizona State Route 61 sowie den U.S. Highways 180 und 191.
Die Hauptstadt Arizonas Phoenix liegt vier Fahrstunden und die Großstadt Flagstaff zweieinhalb Fahrstunden entfernt.
Der Flughafen der Stadt, der St. Johns Airpark, hat zwei Landebahnen, wobei die längere eine Länge von 5730 Fuß hat.

## Geschichte
Der Ort wurde als spanische Siedlung mit dem Namen El Vadito gegründet, 1873 wurde sie in San Juan umbenannt. Seit 1880 trägt sie den englischen Namen St. Jones.

## Sehenswürdigkeiten, Veranstaltungen
In der Stadt befindet sich das Apache County Historical Museum, welches viele Artefakte aus dem 19. Jahrhundert von der Besiedelung der Region hat. Weiterhin gibt es in der Stadt mit dem Isaacson Building, dem Lower Zuni River Archeological District, der Lyman Lake Rock Art Site und dem Rattlesnake Point Pueblo insgesamt vier National Register of Historic Places.
Auf dem Gelände des Flughafens wird Ende August/Anfang September ein Indy Car Race als Grand Prix of St. Jones durchgeführt.

## Söhne und Töchter der Stadt
- Rex E. Lee, (* 27. März 1935, † 11. März 1996), U.S. Generalstaatsanwalt
- David King Udall, (* 7. September 1851, † 18. Februar 1938), Politiker
- Mo Udall, (* 15. Juni 1922, † 12. Dezember 1998), Politiker
- Stewart Lee Udall, (* 31. Januar 1920, † 20. März 2010), Politiker